# Nålgöl
Nålgöl är en sjö i Västerviks kommun i Småland och ingår i Marströmmens huvudavrinningsområde. Sjön är 2,7 meter djup, har en yta på 0,049 kvadratkilometer och befinner sig 61 meter över havet.